# Корпорация Кадокава
Корпорация Кадокауа (株式会社KADOKAWA Kabushiki-gaisha Kadokawa), позната в миналото като корпорация „Кадокауа дуанго“, е японски медиен конгломерат образуван след сливането на оригиналната корпорация Кадокауа и Дуанго през октомври 2014 г.

## История
Холдинговата компания, известна днес като Корпорация Кадокауа, първоначално е основана през 1945 г. като Кадокауа шотен, за да „съживи японската култура чрез публикуване“ в следвоенната ера. Тя се обединена с дуанго, за да образува Кадокауа дуанго на 1 октомври 2014 г.
През февруари 2019 г. Кадокауа Дуанго обявява, че Дуанго ще спре да бъде тяхно дъщерно дружество, като част от реорганизация на компанията. Това прави корпорация Кадокауа единственото дъщерно дружество на холдинговата компания Кадокауа Дуанго.
На 1 юли 2019 г. Кадокауа дуанго се реорганизира отново; само издателският бизнес остава като част от корпорация Кадокауа и се преименува на Кадокауа фючър публишинг, докато самата Кадокауа дуанго стана втората итерация на корпорация Кадокауа и холдинговата компания на всички компании от Кадокауа груп. Оригиналното име Кадокауа шотен остава като марка и подразделение на Кадокауа фючър публишинг.
На 4 февруари 2021 г. Кадокауа обявява, че компанията е сформирала капитален съюз със Сони и CyberAgent, за да укрепи създаването, разработването и придобиването на нова интелектуална собственост, като същевременно максимизира използването на съществуващата интелектуална собственост притежавана от компанията. Като част от споразумението Sony и CyberAgent ще получат по 1,93% дял в компанията чрез американска инвестиционна компания на японското дъщерно дружество, KKR Japan придобива 12% от общия дял.
На 29 октомври 2021 г. Кадокауа обявява, че е сформирала капиталов и бизнес съюз с Тенсент, който придоби 6,86% дял в конгломерата за 30 милиарда йени (264 милиона долара). Целта на алианса е Кадокауа да разшири глобалния си обхват, използвайки платформите на Тенсент. Китай, където компанията има съвместно предприятие с Тенсент, е особена цел.

## Компании от групата
Корпорация Кадокауа обединява няколко свързани японски компании, като част от Кадокауа груп. Тези компании са от три типа: издателски компании, фирми извършващи филмова и визуална дейност и компании развиващи междумедийни проекти. Издателите основно се занимават с книги, бункобон с меки корици, манга и други списания; филмовите и визуалните компании се занимават с японски игрални филми и DVD продажби на международни филми и аниме ; междумедийните компании се занимават с цифрово съдържание, градска информация и списания с информация за телевизионни програми, заедно с предаване на информация, комбиниращо хартиени носители, интернет и мобилни телефони . Други аспекти на групата се управляват от другия бизнес сегмент, който основно се грижи за видео игри, лизинг на недвижими имоти и включва рекламна агенция.

## Външни връзки
- Официален сайт

|  | Тази страница частично или изцяло представлява превод на страницата Kadokawa Corporation в Уикипедия на английски. Оригиналният текст, както и този превод, са защитени от Лиценза „Криейтив Комънс – Признание – Споделяне на споделеното“, а за съдържание, създадено преди юни 2009 година – от Лиценза за свободна документация на ГНУ. Прегледайте историята на редакциите на оригиналната страница, както и на преводната страница, за да видите списъка на съавторите. ВАЖНО: Този шаблон се отнася единствено до авторските права върху съдържанието на статията. Добавянето му не отменя изискването да се посочват конкретни източници на твърденията, които да бъдат благонадеждни. |